# Flora de la República Dominicana

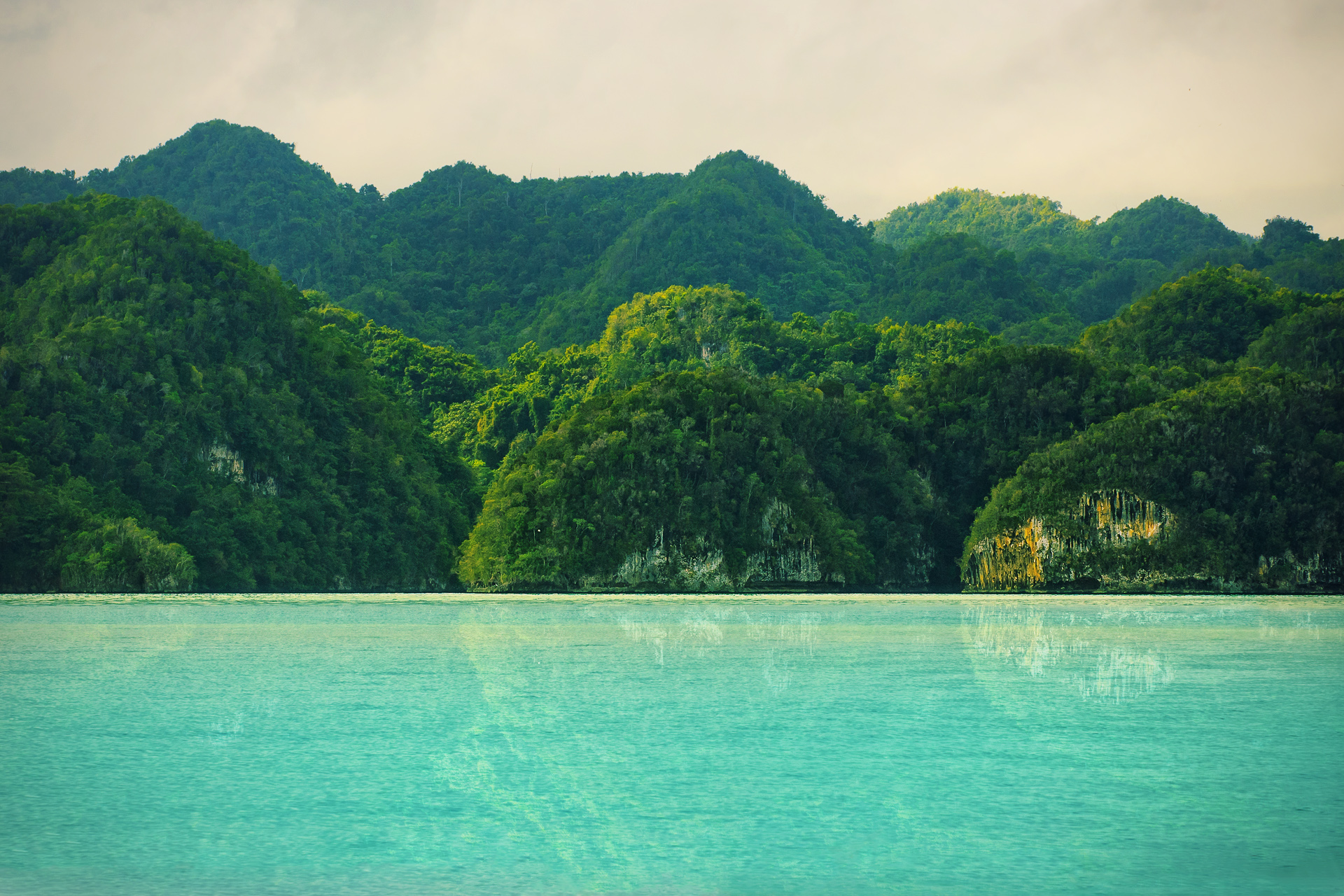
Parque nacional Los Haitises en República Dominicana.

La flora de la República Dominicana es sumamente diversa y representa una de las más ricas del Caribe, albergando una extraordinaria variedad de especies que se adaptan a los distintos climas y ecosistemas presentes en el territorio.
Su ubicación geográfica, combinada con un relieve accidentado que incluye montañas, valles, costas y mesetas, ha favorecido el desarrollo de una biodiversidad única. Además, la coexistencia de ecosistemas tan variados como los bosques húmedos, los manglares, las sabanas, los bosques secos y los pinares ha permitido la proliferación de una gran cantidad de especies vegetales, muchas de ellas endémicas y de gran importancia ecológica. Esta diversidad botánica refleja el equilibrio natural del país y contribuye a la conservación del medio ambiente y al mantenimiento de los recursos naturales.

## Diversidad y endemismo
La isla de La Española, que la República Dominicana comparte con Haití, alberga aproximadamente 5,600 especies de plantas, de las cuales alrededor del 36% son endémicas. La diversidad de hábitats, que incluyen bosques húmedos tropicales, bosques secos, montañas y zonas costeras, favorece la existencia de esta riqueza botánica.

## Principales ecosistemas y su flora

### Bosques húmedos tropicales

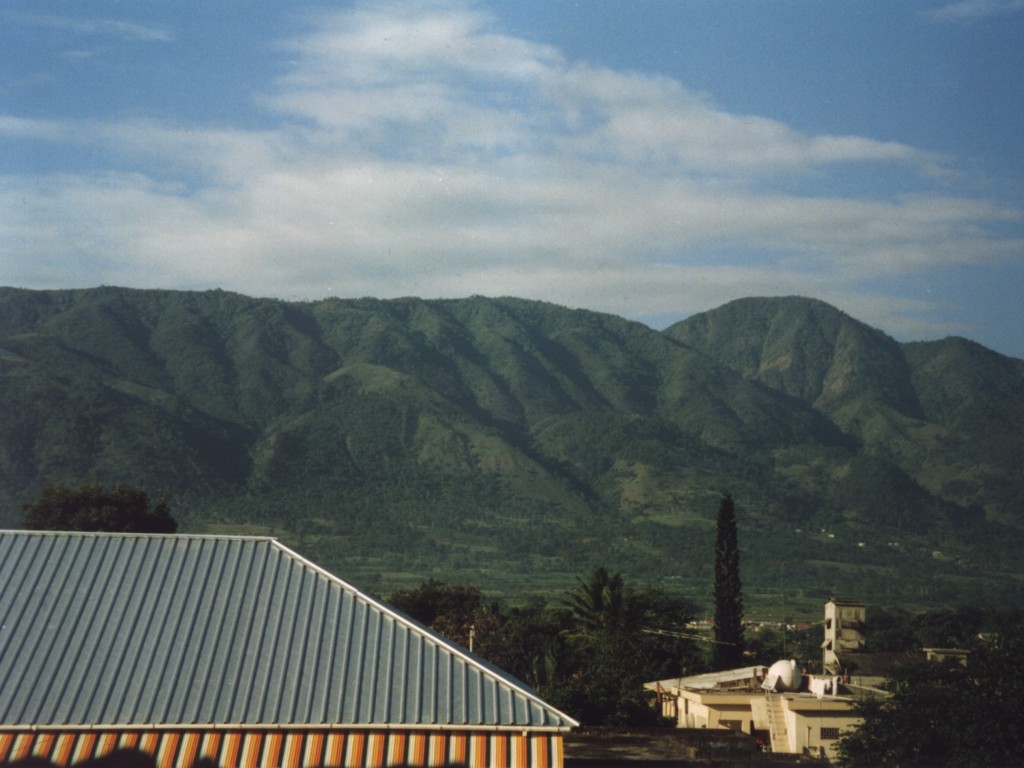
Bosque en la Cordillera Central.

Los bosques húmedos tropicales se encuentran principalmente en la Cordillera Central y en la Sierra de Bahoruco. En estas áreas predominan especies como:
- Caoba (Swietenia mahagoni), árbol emblemático del país.[8]
- Ébano verde (Magnolia pallescens), endémico de la isla.[9]
- Palo de Cruz (Tabebuia berterii), con una gran importancia ecológica.[10]

### Bosques secos tropicales
En zonas como la península de Pedernales y el valle de Azua se encuentran bosques secos, caracterizados por especies resistentes a la sequía, como:
- Guayacán (Guaiacum officinale), una madera dura y valiosa.[11]
- Bayahonda (Prosopis juliflora), un árbol adaptado a suelos áridos.[12]
- Cactus y arbustos espinosos, predominantes en estas áreas.[13]

### Bosques de pino
Los bosques de pino dominicano (Pinus occidentalis) son exclusivos de las montañas del país, principalmente en la Cordillera Central y la Sierra de Bahoruco. Son ecosistemas fundamentales para la captación de agua y la conservación del suelo.

### Manglares y zonas costeras
Los manglares desempeñan un papel esencial en la protección de las costas y en la biodiversidad marina. Entre las especies más comunes se encuentran:
- Mangle rojo (Rhizophora mangle)
- Mangle blanco (Laguncularia racemosa)
- Mangle negro (Avicennia germinans)

## Plantas medicinales y de uso tradicional
La medicina tradicional dominicana ha utilizado una gran variedad de plantas con fines curativos. Algunas de las más conocidas son:
- Anamú (Petiveria alliacea), usada como antiinflamatorio.
- Moringa (Moringa oleifera), reconocida por sus propiedades nutricionales.
- Cinamomo (Melia azedarach), con propiedades antiparasitarias.

## Flores endémicas
La República Dominicana alberga una gran diversidad biológica, y entre sus recursos naturales se encuentran diversas especies de flores endémicas. Estas flores son representativas de los ecosistemas dominicanos y tienen un valor ecológico significativo. Entre ellas se encuentran:
Flor de Bayahibe (Pereskia quisqueyana)
La Pereskia quisqueyana es una especie de cactus endémica de la República Dominicana, que se encuentra principalmente en las zonas áridas, especialmente en la región de Bayahibe. Sus flores, de color blanco o rosa, son una característica distintiva. Fue declarada símbolo nacional en 1997, representando la biodiversidad del país.
Rosa de Bayahibe (Leuenbergeria quisqueyana)
La Rosa bayahibe es una flor endémica rara que crece en las costas del sureste de la isla, especialmente en la región de Bayahibe. Sus pétalos tienen un tono rosado y su distribución está limitada a un área específica, lo que la convierte en una especie de interés para la conservación.
Cattleya dominicana (Quisqueya)
La Cattleya dominiana es una orquídea endémica que se encuentra principalmente en las zonas montañosas y boscosas de la República Dominicana. Sus flores, que varían en color entre morado y blanco, son representativas de la flora tropical de la isla.
Cyclopogon cristatus
Cyclopogon cristatus es otra orquídea endémica que crece en los bosques húmedos, particularmente en las regiones montañosas. Aunque menos conocida que otras orquídeas, es un ejemplo de la diversidad floral de la isla.
Clusia rosea (Clusia o Marañón)
La Clusia rosea es una planta endémica que se encuentra en las zonas costeras y montañosas bajas. Sus flores son de color blanco con un centro amarillo, y la especie tiene un papel ecológico importante en los ecosistemas locales.

## Amenazas y conservación
La flora dominicana enfrenta diversas amenazas, entre las que se incluyen la deforestación, el cambio climático y la expansión urbana. Sin embargo, el país ha dado pasos significativos en la protección y conservación de su biodiversidad mediante la creación de numerosos parques nacionales y áreas protegidas, como el Parque Nacional Jaragua, el Parque Nacional Armando Bermúdez y el Parque Nacional Los Haitises, que albergan una gran cantidad de especies vegetales y animales, algunas de ellas en peligro de extinción.
El Estado, en colaboración con diversas organizaciones ambientales, ha implementado programas de reforestación y educación ambiental que buscan mitigar los efectos de la degradación de los ecosistemas y promover una mayor conciencia sobre la importancia de la conservación de la flora y los recursos naturales.
Estas iniciativas no solo contribuyen a la restauración de los hábitats naturales, sino que también fortalecen el compromiso del país con la sostenibilidad y el cuidado del medio ambiente. A través de estos esfuerzos, la República Dominicana continúa avanzando en la protección de su biodiversidad y en la preservación de sus paisajes naturales, que son fundamentales para el bienestar de las comunidades y el desarrollo sostenible del país.